# Vistalba
Vistalba es una localidad y distrito ubicado en el departamento Luján de Cuyo de la provincia de Mendoza, Argentina.